# Mühlen (westfälisches Adelsgeschlecht)

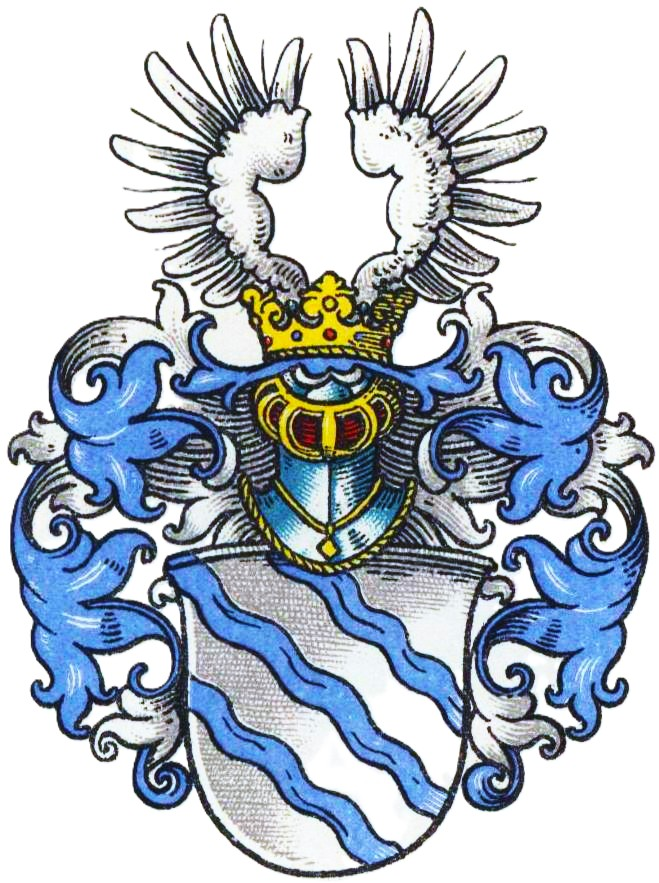
Wappen derer von und zur Mühlen (Variante I) im Wappenbuch des Westfälischen Adels

Von und zur Mühlen (auch von zur Mühlen o. ä.; lat. de molendino) ist der Name eines westfälischen Adelsgeschlechts.
Die Familie ist zu unterscheiden von den wappenverschiedenen, nicht stammverwandten baltischen Zur Mühlen und den vogtländischen Mühlen.

## Geschichte
Das Geschlecht stammt aus dem Münsterland. Schon 1283 erscheint ein Gerhard de molendino in Warendorf. Um 1400 saßen Familienmitglieder auf dem Amts- und Richthof zu Billerbeck und auf dem Amts- und Mühlenhof zu Warendorf, nannten sich zu dieser Zeit auch von Billerbeck genannt ter Molen, von der Molen oder tor Molen und führten im Siegel bereits drei schrägrechts fließende Bäche. In Billerbeck stellte das Geschlecht die örtlichen Stadtrichter. 1442 tritt dort Gert von Billerbecke mit dem unten beschriebenen gespaltenen Wappen auf.
Die Brüder Bernhard Heinrich, Hermann Heinrich, Caspar, Carl und Friedrich Johann zur Mühlen sowie ihr Vetter Cornelius zur Mühlen erhielten mit einem Adelsdiplom vom 15. Februar 1792 ihren Reichsadelsstand im Königreich Preußen anerkannt. Am 10. Juli 1803 wurde Johann Ignatz Mühlen, Geheimrat und Kanzler zu Münster, in den preußischen Adelsstand erhoben. 1823 saß die Familie zu Haus Alvinghof (vom fürstbischöflichen Vizekanzler und Archivarius Friedrich Christian von und zur Mühlen 1749 erworben), Haus Berge (Selm), Grollenburg in Leer (Horstmar), Hohenholte und seit 1703 zu Haus Ruhr. 1920 kam die Familie durch Erbschaft an Schloss Merlsheim, das noch heute im Familienbesitz ist.
Mehrere Mitglieder der Familie traten in den königlich-preußischen Staatsdienst ein. 1839 war Wilhelm von und zur Mühlen königlich-preußischer Geheim-Justizrat zu Berlin. Zwei andere Familienmitglieder waren Assessor am Oberlandesgericht Münster und Justizkommissar zu Steinfurt im Regierungsbezirk Münster.
Die verschiedenen Linien des Geschlechts führten unterschiedliche Wappenvarianten. Max von Spießen gibt vier Varianten an, von denen die letzte Anfang des 20. Jahrhunderts als erloschen galt.

## Wappen
Max von Spießen blasoniert die vier Wappenvarianten wie folgt:
- Variante I: In Silber drei blaue schrägrechts fließende Bäche. Auf dem gekrönten Helm mit blau-silbernen Helmdecken ein offener silberner Flug.
- Variante II (1803): In Grün drei silberne schrägrechts fließende Bäche (auch goldbordiert[4]). Auf dem gekrönten Helm mit schwarz-silbernen Decken ein offener schwarzer Flug, die Flügel mit goldenen Kleestängeln belegt, dazwischen wiederholt sich der Schild.
- Variante III: In Silber drei blaue schrägrechts fließende Bäche. Auf dem gekrönten Helm mit blau-silbernen Decken ein geschlossener silberner Flug, die Flügel jeweils mit den drei blauen schrägrechten Bächen belegt.
- Variante IV: In Gold drei blaue schrägrechts fließende Bäche. Auf dem Helm mit blau-goldenen Decken ein geschlossener Flug, der rechte Flügel golden, der linke blau.

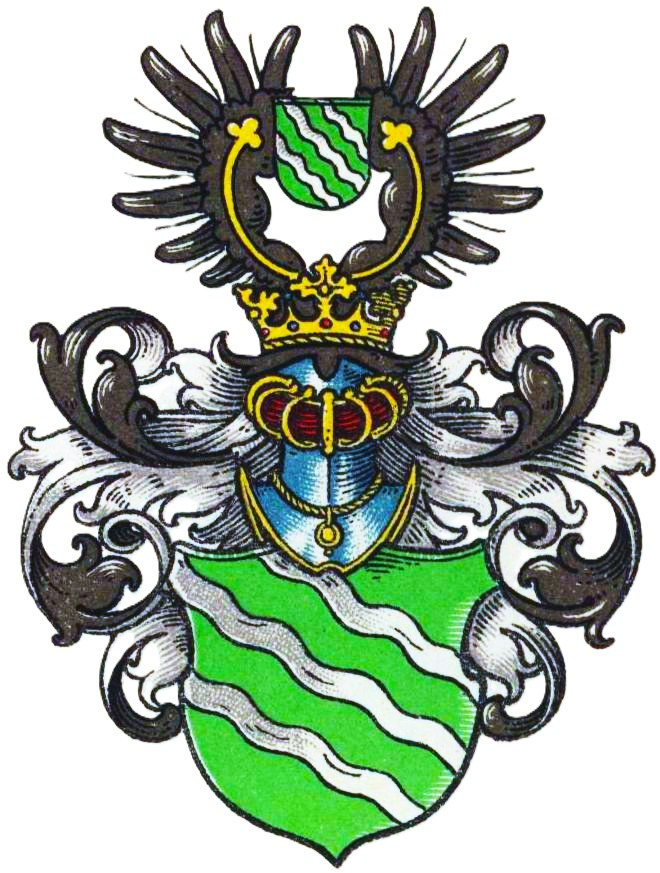
Wappen derer von und zur Mühlen (Variante II (1803)) im Wappenbuch des Westfälischen Adels
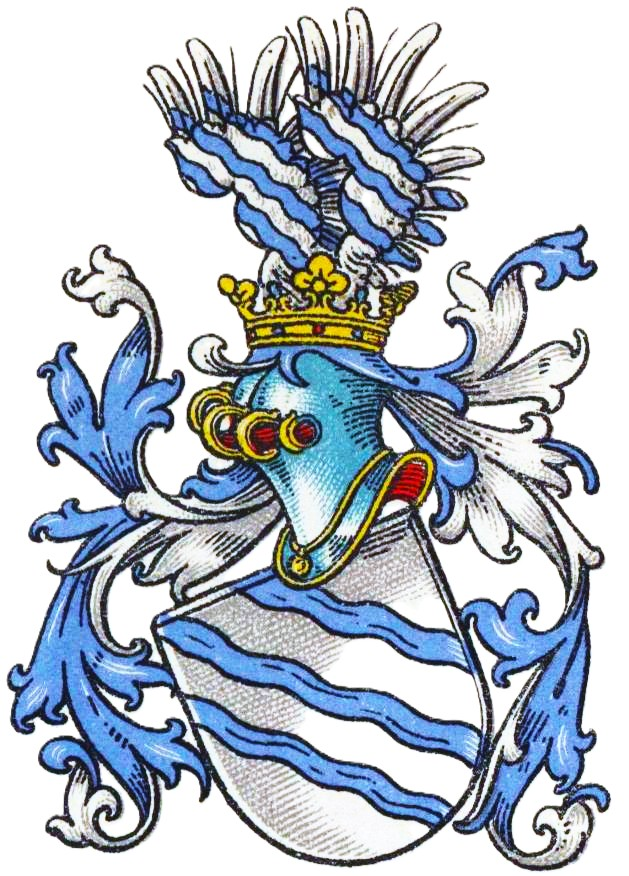
Wappen derer von und zur Mühlen (Variante III) im Wappenbuch des Westfälischen Adels
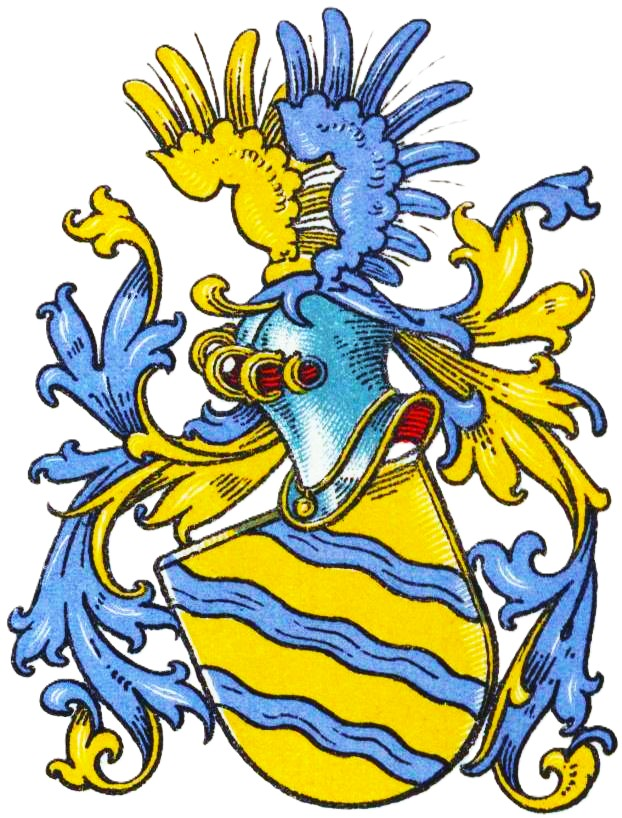
Wappen derer von und zur Mühlen (Variante IV) im Wappenbuch des Westfälischen Adels

Im Siegel des o. g. 1442 auftretenden Gert von Billerbecke (siehe von Billerbeck II) und auch an einem Epitaph in der Kirche in Legden findet sich folgendes Wappen: Im gespaltenen Schild rechts drei schrägrechte Bäche, links drei (2:1) Rosen. Tingierung und Helmzier sind nicht bekannt. Die drei Rosen referenzieren auf ein älteres Geschlecht „von Billerbeck“. Der gespaltene Schild könnte darstellen, dass die von und zur Mühlen in die alte Familie Billerbeck einheirateten. Die drei rechtsschrägen Bäche wurden später von der Stadt Billerbeck als Wappen angenommen.

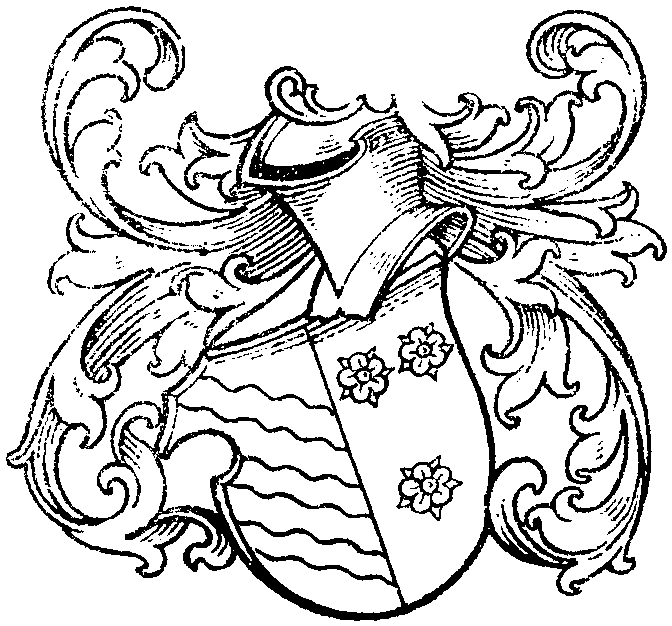
Wappen derer von Billerbeck II im Wappenbuch des Westfälischen Adels
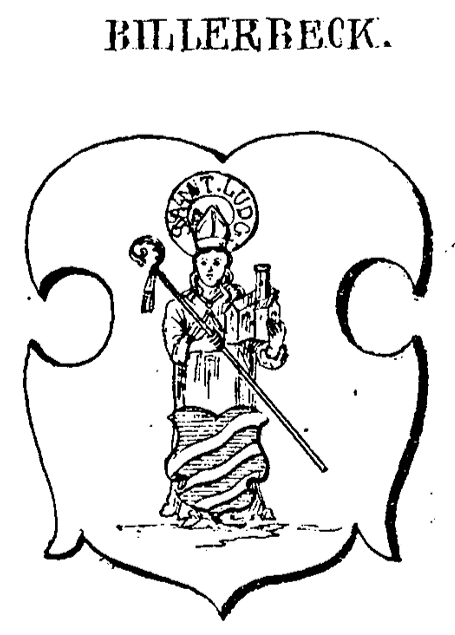
Wappen der Stadt Billerbeck bei Siebmacher
Heutiges Wappen der Stadt Billerbeck